# Bérchules
Bérchules ist ein südspanischer Ort und eine Gemeinde (municipio) mit insgesamt 695 Einwohnern (Stand: 2024) im Südosten der Provinz Granada in der autonomen Region Andalusien.

## Lage und Klima
Der Ort Bérchules liegt an einem Südhang der Alpujarras am nur wenige Kilometer nördlich in der Sierra Nevada entspringenden Río Guadalfeo (auch Río Cádiar) gut 105 km (Fahrtstrecke) südöstlich der Provinzhauptstadt Granada in einer Höhe von ca. 1320 m; die Mittelmeerküste bei La Rábita ist knapp 45 km in südlicher Richtung entfernt. Das Klima im Winter ist gemäßigt, im Sommer dagegen warm bis heiß; die geringen Niederschlagsmengen (ca. 515 mm/Jahr) fallen – mit Ausnahme der nahezu regenlosen Sommermonate – verteilt übers ganze Jahr.

## Bevölkerungsentwicklung
| Jahr      | 1857 | 1900 | 1950 | 2000 | 2020 |
| Einwohner | 2562 | 2107 | 3145 | 789  | 712  |

Infolge der Mechanisierung der Landwirtschaft, der Aufgabe bäuerlicher Kleinbetriebe („Höfesterben“) und dem daraus resultierenden  Verlust von Arbeitsplätzen ist die Einwohnerzahl der Gemeinde seit der Mitte des 20. Jahrhunderts deutlich gefallen. Zur Gemeinde gehören auch der Weiler (pedanía) Alcútar sowie einige verstreut liegende Einzelgehöfte (fincas).

## Wirtschaft
Noch in der frühen Neuzeit lebten die Bewohner des Ortes in hohem Maße als Selbstversorger von den Erträgen ihrer Felder und Hausgärten. Außerdem wurde Viehzucht (v. a. Schafe, Ziegen und Schweine) betrieben; Esel wurden als Tragtiere gehalten. Dieser Zustand änderte sich erst mit dem Ausbau der Infrastruktur im 20. Jahrhundert. Heute dominieren  Oliven- und Mandelbaumplantagen. Im Ort selbst haben sich Kleinhändler, Handwerker und Dienstleister aller Art angesiedelt. Seit den 1960er Jahren spielt der innerspanische Tourismus eine immer größer werdende Rolle.

## Geschichte
Prähistorische, römische und westgotische Funde fehlen; die Gründung des Ortes erfolgte wahrscheinlich im 8. Jahrhundert durch Berber aus Nordafrika, auf die auch der Terrassenfeldbau mit seiner ausgeklügelten Bewässerungstechnik zurückgeht. Nach dem Ende des Kalifats von Córdoba (um 1020) übernahmen die Ziriden von Granada die Macht, die sie jedoch wenig später an die berberischen Almoraviden und Almohaden abtreten mussten. Als Teil des Emirats von Granada blieb das Bergland der Alpujarras bis zum Jahr 1490 islamisch; auch danach gab es immer wieder Aufstände gegen die Rückeroberungsbestrebungen (reconquista) der Christen. Mit dem Alhambra-Edikt (1492) der Katholischen Könige begann die Vertreibung der Juden in Spanien; nach den Moriskenaufständen der Jahre 1499 bis 1501 und 1568 bis 1571 wurden die letzten Muslime zu Beginn des 17. Jahrhunderts ebenfalls ausgewiesen.

## Sehenswürdigkeiten
Bérchules

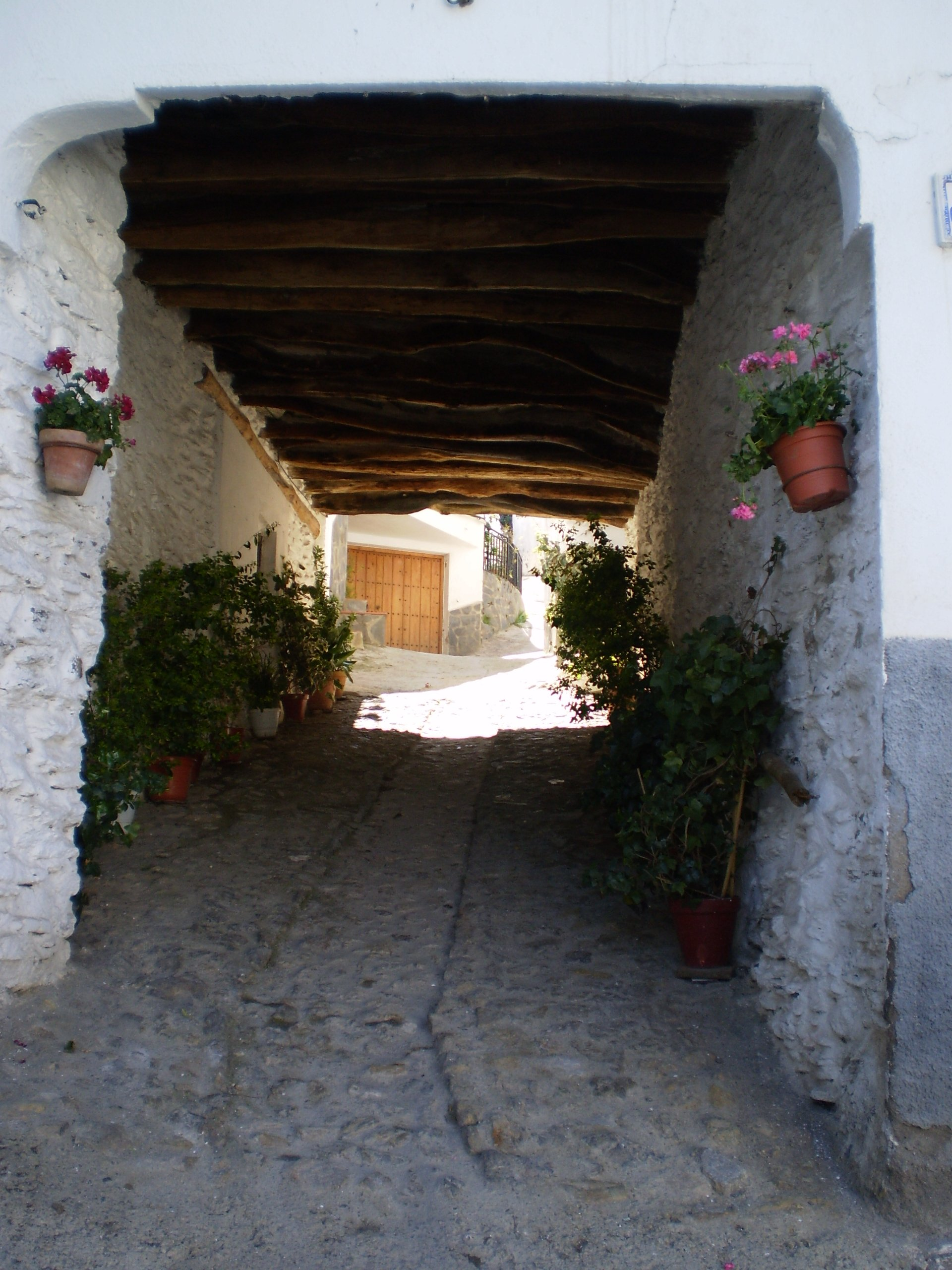
Bérchules – überbaute Gasse (tinao)

- Einige Gassen des Ortes sind in berberischer Manier (z. B. Icht, Marokko) teilweise überbaut (tinaos). Die zumeist aus Bruchsteinen gebauten Häuser und selbst die Kirche sind verputzt und weiß getüncht.
- Die Iglesia de San Juan Bautista ist ein Bau aus dem 16./17. Jahrhundert; sie wird von einem Glockenturm (campanario) überragt. West- und Südportal werden von Bögen aus Ziegelsteinen eingefasst. Das Innere der Kirche wird von einer trapezförmigen Holzdecke überspannt.[4]

Alcútar
- Das historische Zentrum des ca. 1,5 km südlich gelegenen Weilers Alcútar wurde im Jahr 2007 unter Denkmalschutz gestellt.
- Die Fassade der im späten 18. oder frühen 19. Jahrhundert erbauten Iglesia de Santa María la Mayor besteht aus Sandstein.
- Ein großes überdachtes Waschhaus aus dem beginnenden 20. Jahrhundert ist ebenfalls sehenswert.

## Sonstiges
Ein Stromausfall in der Neujahrsnacht des Jahres 1994 führte dazu, dass die Bewohner von Bérchules die Feierlichkeiten in den August verlegten.